# Capraria
Capraria es un género  de plantas de la familia Plantaginaceae. Comprende 34 especies descritas y de estas, solo 7 aceptadas. Se encuentra desde Estados Unidos (Florida) hasta Argentina y las Antillas.

## Descripción
Son arbustos erectos, de hasta 2 m de alto, pilosos a subglabros; ramas alternas. Hojas alternas, lanceoladas a oblanceoladas, 30–120 mm de largo y 6–25 mm de ancho, margen serrado hacia el ápice, suavemente pilosas o glabrescentes, con glándulas sésiles inconspicuas; indistintamente pecioladas. Inflorescencias con 1 o 2 (hasta muchas) flores, pedicelos 1–2 cm de largo, ebracteolados; cáliz 5-lobado, los lobos 4–6 mm de largo, libres más o menos hasta la base, ciliados; corola campanulada, 6–9 mm de largo, 5-lobada, blanca, generalmente barbada en la garganta; estambres fértiles 4 o 5, desiguales; estigma linear, entero. Cápsula ovoide, 4–6 mm de largo, punteado-glandular, loculicida y secundariamente septicida, la placenta en forma de clavija, reticulado-foveolada; semillas oblongas, finamente reticuladas.

## Taxonomía
El género fue descrito por  Carlos Linneo  y publicado en Species Plantarum 2: 628. 1753.
Etimología
Capraria: nombre genérico que se deriva de la palabra latina caprarius, que significa "perteneciente a las cabras." Esto se refiere a que las cabras que son uno de los pocos herbívoros que se alimentan de las plantas.

## Especies aceptadas
- Capraria biflora L.
- Capraria frutescens (Mill.) Briq.
- Capraria integerrima Miq.
- Capraria integrifolia M.Martens & Galeotti
- Capraria mexicana Moric. ex Benth.
- Capraria peruviana Benth. - té del Perú[4]
- Capraria saxifragifolia Cham. & Schltdl.